# Campionato europeo per Nazioni di rugby a 13 1936-1937
Il Campionato europeo per Nazioni di rugby a 13 del 1936-1937 fu la terza edizione del massimo torneo continentale di rugby league o rugby a 13; venne disputato dalle nazionale della Francia, del Galles e dell'Inghilterra. Nuova vittoria della nazionale del Galles che si impose per la seconda volta consecutiva.

## Formula
La formula rimane invariata anche per questa edizione e venne disputato un girone all'italiana di sola andata tra le tre partecipanti.

## Risultati
| Pontypridd 7 novembre 1936 | Galles | 3 – 2 | Inghilterra | (12.000 spett.) |

| Parigi 6 dicembre 1936 | Francia | 3 – 9 | Galles | (17.000 spett.) |

| 10 aprile 1937 | Inghilterra | 23 – 9 | Francia |  |

## Classifica
| Posizione | Nazione     | Partite | Partite | Partite | Partite | Punti | Punti  | Punti      | Punti in classifica |
| Posizione | Nazione     | Giocate | Vinte   | Nulle   | Perse   | Fatti | Subiti | Differenza | Punti in classifica |
| --------- | ----------- | ------- | ------- | ------- | ------- | ----- | ------ | ---------- | ------------------- |
| 1         | Galles      | 2       | 2       | 0       | 0       | 12    | 5      | +7         | 4                   |
| 2         | Inghilterra | 2       | 1       | 0       | 1       | 25    | 12     | +13        | 2                   |
| 3         | Francia     | 2       | 0       | 0       | 2       | 12    | 32     | -20        | 0                   |

## Campioni
| Nazione vincitrice edizione 1936-1937 |
| ------------------------------------- |
| Galles (2º titolo)                    |